# Valle de Villaverde
Valle de Villaverde település Spanyolországban. Kantábria autonóm közösséghez tartozik, de nem érintkezik a közösség többi részével, hanem enklávéként minden oldalról a Baszkföldhöz tartozó Bizkaia zárja körül. Valle de Villaverde Turtzioz, Artzentales és Karrantza községekkel határos. Lakosainak száma 252 fő (2024).

## Népessége
A település népessége az elmúlt években az alábbi módon változott:
| Lakosok száma | 363  | 380  | 383  | 375  | 355  | 327  | 306  | 283  | 266  | 252  |
|               | 2001 | 2004 | 2007 | 2009 | 2012 | 2014 | 2017 | 2019 | 2022 | 2024 |